# Ringrose Peak
Ringrose Peak – góra w Canadian Rockies w paśmie Bow Range na granicy kanadyjskich prowincji Alberta i Kolumbia Brytyjska. Wznosi się na wysokość 3278 m n.p.m. (inne źródła podają wysokość 3292 m n.p.m.). Szczyt znajduje się również na granicy parków narodowych Banff i Yoho.
Szczyt został nazwany w 1894 roku przez Samuela Allena na cześć jego znajomego z Londynu, którego spotkał podczas wyprawy w Rockies.
U podnóża góry znajduje się jezioro Oesa.

## Źródła
- Ringrose Peak. peakfinder.com. [zarchiwizowane z tego adresu (2016-03-03)]. na PeakFinder.com